# Partecipanti alla Freccia Vallone 2025
Elenco dei partecipanti alla Freccia Vallone 2025.
La Freccia Vallone 2025 è stata l'ottantanovesima edizione della corsa. Alla competizione presero parte 25 squadre: le diciotto iscritte all'UCI World Tour 2025 e 7 UCI ProTeam.
Ciascuna delle squadre è composta da sette ciclisti, per un totale di 175 accreditati alla partenza.

## Corridori per squadra
Nota: R ritirato, NP non partito, FT fuori tempo, SQ squalificato
| Israel-Premier Tech     | Israel-Premier Tech     | Israel-Premier Tech     | UAE Team Emirates XRG      | UAE Team Emirates XRG      | UAE Team Emirates XRG      | Tudor Pro Cycling Team | Tudor Pro Cycling Team | Tudor Pro Cycling Team |
| ----------------------- | ----------------------- | ----------------------- | -------------------------- | -------------------------- | -------------------------- | ---------------------- | ---------------------- | ---------------------- |
| Nº                      | Ciclista                | Clas.                   | Nº                         | Ciclista                   | Clas.                      | Nº                     | Ciclista               | Clas.                  |
| 1                       | Stephen Williams        | R                       | 11                         | Tadej Pogačar              | 1º                         | 21                     | Julian Alaphilippe     | 22º                    |
| 2                       | George Bennett          | 88º                     | 12                         | Jan Christen               | 13º                        | 22                     | Marco Brenner          | R                      |
| 3                       | Joseph Blackmore        | 14º                     | 13                         | Felix Großschartner        | 82º                        | 23                     | Marc Hirschi           | 49º                    |
| 4                       | Simon Clarke            | R                       | 14                         | Vegard S. Laengen          | R                          | 24                     | Yannis Voisard         | 60º                    |
| 5                       | Aleksej Lucenko         | R                       | 15                         | Brandon McNulty            | 15º                        | 25                     | Fabian Weiss           | 98º                    |
| 6                       | Nadav Raisberg          | R                       | 16                         | Domen Novak                | R                          | 26                     | Hannes Wilksch         | 105º                   |
| 7                       | Nick Schultz            | 85º                     | 17                         | Pavel Sivakov              | 81º                        | 27                     | Luc Wirtgen            | R                      |
| Cofidis                 | Cofidis                 | Cofidis                 | Soudal Quick-Step          | Soudal Quick-Step          | Soudal Quick-Step          | Arkéa-B&B Hotels       | Arkéa-B&B Hotels       | Arkéa-B&B Hotels       |
| Nº                      | Ciclista                | Clas.                   | Nº                         | Ciclista                   | Clas.                      | Nº                     | Ciclista               | Clas.                  |
| 31                      | Dylan Teuns             | R                       | 41                         | Remco Evenepoel            | 9º                         | 51                     | Kévin Vauquelin        | 2º                     |
| 32                      | Alex Aranburu           | 46º                     | 42                         | Pascal Eenkhoorn           | R                          | 52                     | Anthony Delaplace      | 70º                    |
| 33                      | Valentin Ferron         | R                       | 43                         | William Junior Lecerf      | 90º                        | 53                     | Raúl García Pierna     | 31º                    |
| 34                      | Jesús Herrada           | R                       | 44                         | Pieter Serry               | R                          | 54                     | Simon Guglielmi        | R                      |
| 35                      | Sylvain Moniquet        | 59º                     | 45                         | Ilan Van Wilder            | R                          | 55                     | Laurens Huys           | R                      |
| 36                      | Paul Ourselin           | R                       | 46                         | Mauri Vansevenant          | 29º                        | 56                     | Mathis Le Berre        | R                      |
| 37                      | Ludovic Robeet          | R                       | 47                         | Louis Vervaeke             | 86º                        | 57                     | Louis Rouland          | 71º                    |
| Red Bull-Bora-Hansgrohe | Red Bull-Bora-Hansgrohe | Red Bull-Bora-Hansgrohe | Q36.5 Pro Cycling Team     | Q36.5 Pro Cycling Team     | Q36.5 Pro Cycling Team     | Bahrain Victorious     | Bahrain Victorious     | Bahrain Victorious     |
| Nº                      | Ciclista                | Clas.                   | Nº                         | Ciclista                   | Clas.                      | Nº                     | Ciclista               | Clas.                  |
| 61                      | Maxim Van Gils          | 43º                     | 71                         | Thomas Pidcock             | 3º                         | 81                     | Lenny Martinez         | 4º                     |
| 62                      | Roger Adrià             | 55º                     | 72                         | Xabier Azparren            | R                          | 82                     | Pello Bilbao           | 57º                    |
| 63                      | Finn Fisher-Black       | NP                      | 73                         | Marcel Camprubi            | 33º                        | 83                     | Santiago Buitrago      | 6º                     |
| 64                      | Alexander Hajek         | R                       | 74                         | Fabio Christen             | 93º                        | 84                     | Roman Ermakov          | R                      |
| 65                      | Jonas Koch              | R                       | 75                         | Mark Donovan               | 77º                        | 85                     | Mathijs Paasschens     | 106º                   |
| 66                      | Daniel Martínez         | 47º                     | 76                         | Milan Vader                | 52º                        | 86                     | Robert Stannard        | R                      |
| 67                      | Gianni Moscon           | 80º                     | 77                         | Nickolas Zukowsky          | R                          | 87                     | Edoardo Zambanini      | 42º                    |
| Lidl-Trek               | Lidl-Trek               | Lidl-Trek               | Decathlon AG2R La Mondiale | Decathlon AG2R La Mondiale | Decathlon AG2R La Mondiale | Uno-X Mobility         | Uno-X Mobility         | Uno-X Mobility         |
| Nº                      | Ciclista                | Clas.                   | Nº                         | Ciclista                   | Clas.                      | Nº                     | Ciclista               | Clas.                  |
| 91                      | Mattias Skjelmose       | R                       | 101                        | Clément Berthet            | R                          | 111                    | Magnus Cort Nielsen    | R                      |
| 92                      | Andrea Bagioli          | 101º                    | 102                        | Pierre Gautherat           | R                          | 112                    | Martin Urianstad       | R                      |
| 93                      | Julien Bernard          | R                       | 103                        | Dorian Godon               | 56º                        | 113                    | Fredrik Dversnes       | 58º                    |
| 94                      | Patrick Konrad          | 95º                     | 104                        | Noa Isidore                | R                          | 114                    | Ådne Holter            | 27º                    |
| 95                      | Jacopo Mosca            | R                       | 105                        | Jordan Labrosse            | 51º                        | 115                    | Anders Johannessen     | R                      |
| 96                      | Thibau Nys              | 8º                      | 106                        | Callum Scotson             | 84º                        | 116                    | Andreas Leknessund     | 73º                    |
| 97                      | Otto Vergaerde          | R                       | 107                        | Bastien Tronchon           | 18º                        | 117                    | Sakarias Koller Løland | 69º                    |
| Groupama-FDJ            | Groupama-FDJ            | Groupama-FDJ            | Team Visma-Lease a Bike    | Team Visma-Lease a Bike    | Team Visma-Lease a Bike    | XDS Astana Team        | XDS Astana Team        | XDS Astana Team        |
| Nº                      | Ciclista                | Clas.                   | Nº                         | Ciclista                   | Clas.                      | Nº                     | Ciclista               | Clas.                  |
| 121                     | Romain Grégoire         | 7º                      | 131                        | Tiesj Benoot               | 12º                        | 141                    | C. Champoussin         | 21º                    |
| 122                     | Rémi Cavagna            | 62º                     | 132                        | Tijmen Graat               | 94º                        | 142                    | Nicola Conci           | R                      |
| 123                     | Kevin Geniets           | 36º                     | 133                        | Jørgen Nordhagen           | 25º                        | 143                    | Anton Kuzmin           | R                      |
| 124                     | Valentin Madouas        | 26º                     | 134                        | Ben Tulett                 | 19º                        | 144                    | Christian Scaroni      | 23º                    |
| 125                     | Guillaume Martin        | 11º                     | 135                        | Attila Valter              | 39º                        | 145                    | Ide Schelling          | R                      |
| 126                     | Rudy Molard             | 83º                     | 136                        | Loe van Belle              | R                          | 146                    | Diego Ulissi           | 79º                    |
| 127                     | Quentin Pacher          | 35º                     | 137                        | Tosh Van Der Sande         | R                          | 147                    | Simone Velasco         | 28º                    |
| EF Education-EasyPost   | EF Education-EasyPost   | EF Education-EasyPost   | Ineos Grenadiers           | Ineos Grenadiers           | Ineos Grenadiers           | Alpecin-Deceuninck     | Alpecin-Deceuninck     | Alpecin-Deceuninck     |
| Nº                      | Ciclista                | Clas.                   | Nº                         | Ciclista                   | Clas.                      | Nº                     | Ciclista               | Clas.                  |
| 151                     | Ben Healy               | 5º                      | 161                        | Axel Laurance              | 20º                        | 171                    | Quinten Hermans        | R                      |
| 152                     | Samuele Battistella     | R                       | 162                        | Tobias Foss                | 89º                        | 172                    | Tobias Bayer           | R                      |
| 153                     | Alex Baudin             | 99º                     | 163                        | Bob Jungels                | 44º                        | 173                    | Ramses Debruyne        | R                      |
| 154                     | Mikkel Honoré           | R                       | 164                        | Victor Langellotti         | R                          | 174                    | Gal Glivar             | 30º                    |
| 155                     | Neilson Powless         | 45º                     | 165                        | Michael Leonard            | 75º                        | 175                    | Xandro Meurisse        | R                      |
| 156                     | Archie Ryan             | 34º                     | 166                        | Magnus Sheffield           | 17º                        | 176                    | Oscar Riesebeek        | R                      |
| 157                     | Harry Sweeny            | 76º                     | 167                        | Artem Shmidt               | 107º                       | 177                    | Emiel Verstrynge       | 40º                    |
| Team Picnic PostNL      | Team Picnic PostNL      | Team Picnic PostNL      | Movistar Team              | Movistar Team              | Movistar Team              | Wagner Bazin WB        | Wagner Bazin WB        | Wagner Bazin WB        |
| Nº                      | Ciclista                | Clas.                   | Nº                         | Ciclista                   | Clas.                      | Nº                     | Ciclista               | Clas.                  |
| 181                     | Warren Barguil          | 54º                     | 191                        | Enric Mas                  | R                          | 201                    | Floris De Tier         | R                      |
| 182                     | Romain Combaud          | 100º                    | 192                        | Ruben Guerreiro            | 50º                        | 202                    | Luca De Meester        | 97º                    |
| 183                     | Bjoern Koerdt           | 64º                     | 193                        | Jorge Arcas                | R                          | 203                    | Cériel Desal           | R                      |
| 184                     | Guillermo Martinez      | 92º                     | 194                        | Nelson Oliveira            | 53º                        | 204                    | Johan Meens            | 96º                    |
| 185                     | Oscar Onley             | 68º                     | 195                        | Davide Formolo             | 16º                        | 205                    | Leander Van Hautegem   | R                      |
| 186                     | Timo Roosen             | R                       | 196                        | Michel Hessmann            | 72º                        | 206                    | Jelle Vermoote         | 65º                    |
| 187                     | Kevin Vermaerke         | R                       | 197                        | Gregor Mühlberger          | R                          | 207                    | Loïc Vliegen           | R                      |
| Lotto                   | Lotto                   | Lotto                   | Team Jayco AlUla           | Team Jayco AlUla           | Team Jayco AlUla           | Intermarché-Wanty      | Intermarché-Wanty      | Intermarché-Wanty      |
| Nº                      | Ciclista                | Clas.                   | Nº                         | Ciclista                   | Clas.                      | Nº                     | Ciclista               | Clas.                  |
| 211                     | Lennert Van Eetvelt     | 41º                     | 221                        | Ben O'Connor               | 37º                        | 231                    | Louis Barré            | 24º                    |
| 212                     | Logan Currie            | 102º                    | 222                        | Anders Foldager            | 87º                        | 232                    | Kamiel Bonneu          | 78º                    |
| 213                     | Jarrad Drizners         | R                       | 223                        | Alan Hatherly              | 66º                        | 233                    | Dries De Pooter        | R                      |
| 214                     | Arjen Livyns            | 74º                     | 224                        | Michael Hepburn            | R                          | 234                    | Alexander Kamp         | R                      |
| 215                     | Eduardo Sepúlveda       | 104º                    | 225                        | Michael Matthews           | 32º                        | 235                    | Gerben Kuypers         | 91º                    |
| 216                     | Reuben Thompson         | 61º                     | 226                        | Mauro Schmid               | 10º                        | 236                    | Tom Paquot             | R                      |
| 217                     | Jonas Gregaard          | 67º                     | 227                        | Filippo Zana               | 38º                        | 237                    | Luca Van Boven         | R                      |
| Team Flanders-Baloise   |                         |                         |                            |                            |                            |                        |                        |                        |
| Nº                      | Ciclista                | Clas.                   |                            |                            |                            |                        |                        |                        |
| 241                     | Vincent Van Hemelen     | 63º                     |                            |                            |                            |                        |                        |                        |
| 242                     | Toon Clynhens           | 103º                    |                            |                            |                            |                        |                        |                        |
| 243                     | Lindsay De Vylder       | R                       |                            |                            |                            |                        |                        |                        |
| 244                     | Siebe Deweirdt          | R                       |                            |                            |                            |                        |                        |                        |
| 245                     | Jonas Geens             | 48º                     |                            |                            |                            |                        |                        |                        |
| 246                     | Ward Vanhoof            | R                       |                            |                            |                            |                        |                        |                        |
| 247                     | Victor Vercouillie      | R                       |                            |                            |                            |                        |                        |                        |